# Félix María Calleja del Rey
Pour les articles homonymes, voir Calleja.
Félix María Calleja del Rey, comte de Calderón (né le 1er novembre 1753 à Medina del Campo, Espagne, mort le 24 juillet 1828 à Valence, Espagne) est un officier de l'armée espagnole et vice-roi de Nouvelle-Espagne du 4 mars 1813 au 20 septembre 1816, lors de la guerre d'indépendance du Mexique.

## Avant l'insurrection de 1810
Le capitaine Calleja del Rey accompagne Juan Vicente de Güemes Padilla Horcasitas y Aguayo, comte de Revillagigedo en Nouvelle-Espagne en 1789, lorsque Güemes y prend ses fonctions de Vice-roi. Calleja devient commandant d'une brigade d'infanterie à San Luis Potosí. Sous le Vice-roi Miguel José de Azanza il combat avec force et cruauté pour soumettre les Indiens. Il combat également les flibustiers anglo-américains qui s'attaquaient au territoire espagnol lointain et bientôt abandonné du Texas. Parmi les officiers sous ses ordres, un certain Ignacio Allende deviendra plus tard un héros de la Guerre d'indépendance du Mexique.
Calleja épouse Francesca de la Gándara, une riche créole, propriétaire de l'hacienda de Bledos.

## Général dans la guerre contre les insurgés
Avec le Grito de Dolores de Miguel Hidalgo le 16 septembre 1810, des tenants de l'indépendance se manifestent partout en Nouvelle-Espagne. En un mois les grandes villes du centre tombent aux mains des rebelles — Celaya (21 septembre), Guanajuato (28 septembre), Zacatecas (7 octobre) et Valladolid (17 octobre).
À la bataille de Monte de las Cruces, aux portes de Mexico, 80 000 insurgés commandés par Miguel Hidalgo et Ignacio Allende défont les royalistes le 30 octobre 1810. C'est la panique à Mexico. Contre toute attente, dans un moment d'apparente indécision, le Père Miguel Hidalgo ordonne la retraite vers Valladolid. Aujourd'hui encore on ne s'explique pas les raisons de sa décision.

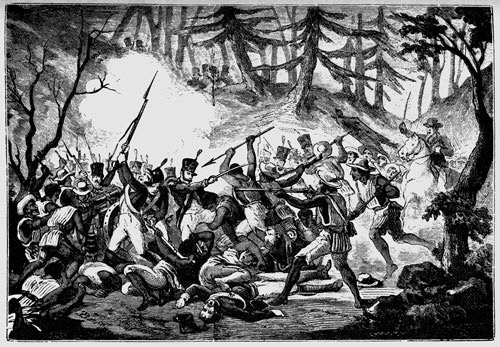
Bataille du Mont des Croix

Après la retraite des insurgés, Francisco Javier Venegas ordonne à Calleja de venir au secours de la capitale depuis San Luis Potosí. Dans sa marche de Querétaro à Mexico, Calleja rencontre les insurgés dans les plaines de San Jerónimo Aculco, où il les défait et les décime le 7 novembre. Un autre groupe de rebelles prend Guadalajara le 11 novembre. Calleja reprend Guanajuato le 25 novembre et Guadalajara le 21 janvier 1811.
Calleja défait à nouveau les insurgés lors de la bataille du pont de Calderón le 17 janvier 1811. Les rebelles sont sur le point de remporter la victoire lorsqu'une grenade fait exploser un wagon de munitions dans leur camp, jetant la confusion. Les royalistes en tirent avantage et mettent en déroute les insurgés. Une partie des rebelles parvient à faire retraite vers le nord où, espèrent-ils, ils obtiendront une aide morale et matérielle de la part des États-Unis.
Cependant les principaux dirigeants rebelles — Miguel Hidalgo, Ignacio Allende, Juan Aldama, Jiménez et Abasolo — sont faits prisonniers à Acatita de Baján le 21 mars 1811. Ils sont envoyés à Chihuahua, où, le 26 juillet 1811 Ignacio Allende, Juan Aldama et Jiménez sont fusillés pour trahison. Miguel Hidalgo est fusillé le 30 juillet 1811. Abasolo est condamné à la prison à perpétuité, il mourra à Cadix en 1816.
La troupe de 4 000 hommes de Calleja devient le cœur de l’Ejército del Centro (armée du centre) qui combattit Miguel Hidalgo, Ignacio López Rayón et le père José María Morelos.
Calleja se retire à Mexico après le siège infructueux de 58 jours à Cuautla dans l'actuel Morelos. Dans sa demeure il reçoit ceux des royalistes mécontents de l'incapacité du Vice-roi à éradiquer l'insurrection. L'Audiencia et d'autres partisans espagnols se plaindront auprès de la Junte de Cadix.

## Vice-roi
Calleja reçoit sa nomination au remplacement de Francisco Javier Venegas comme Vice-roi le 28 janvier 1813, mais il ne prendra son poste que le 4 mars suivant. Son évaluation initiale des affaires de l'État n'est guère encourageante. Les caisses du gouvernement sont vides et il est endetté. Plus de deux millions de pesos sont dus aux troupes. Certaines unités n'ont plus d'uniformes ou de bottes. L'armement est en mauvais état et on manque de chevaux.
Avec l'énergie qui le caractérise, il fait tout son possible pour remédier à la situation. Il confisque les propriétés de l'Inquisition qui a été abolie par la Constitution de 1812. Il sollicite un prêt de deux millions de pesos auprès du secteur commercial. Il afferme l' alcabala (taxe sur les ventes). Il réorganise la trésorerie publique et met en place une comptabilité très stricte des revenus et dépenses de la vice-royauté. Il rétablit le commerce et le service postal qui avait été interrompu par les insurgés.
Avec l'argent qu'il lève, il forme une armée puissante, bien équipée, payée et disciplinée.
Dans la seconde moitié de 1813, une fièvre épidémique tue des dizaines de milliers d'habitants. José María Morelos prend Acapulco le 20 avril 1813. Le 6 novembre 1813, le congrès rebelle d'Anáhuac se réunit à Chilpancingo et proclame l'indépendance du Mexique. Le 22 octobre 1814, le congrès rebelle d'Apatzingán proclame une Constitution.
En Espagne, Ferdinand VII remonte sur le trône et abroge la constitution de Cadix le 14 mai 1814, rétablit les institutions gouvernementales telles qu'en 1808 et l'Inquisition par un décret du 21 juillet 1814. Le 19 mai 1816, il autorise également le retour des Jésuites en Nouvelle-Espagne.
Calleja a exilé de nombreux insurgés à Cuba et commence maintenant à les déporter vers les Philippines. Avec la capture et l'exécution de José María Morelos le 22 décembre 1815, l'insurrection semble à bout de souffle. Mais bientôt elle renaît avec la révolte de Vicente Guerrero dans le sud. Calleja gouverne alors en vrai dictateur.
Le Vice-roi est déterminé, sans scrupule et cruel, il tolère les exactions de ses subordonnés lorsqu'elles servent ses buts. Il est craint mais aussi haï, même parfois par certains royalistes. Ils blâment ses méthodes brutales pour avoir engendré plus de rébellion après la mort de José María Morelos. Les doléances contre ses méthodes dictatoriales parviennent à Cadix et, le 20 septembre 1816, il est relevé de ses fonctions.

## Retour en Espagne
Il rentre en Espagne où il se voit récompensé par le titre de conde de Calderón et les grand-croix d'Isabelle la Catholique et de San Hermenegildo. Il est commandant d'Andalousie et gouverneur civil de Cadix, puis chargé d'organiser une expédition vers l'Amérique. Il fera prisonnier Rafael Riego, un rebelle à Ferdinand VII.
Il est commandant de Valence lorsqu'il meurt en 1828.